# Imagine (албум Армина ван Бурена)
Imagine је трећи студијски албум холандског тренс музички продуцента и дј Армин ван Бурена.

## Списак песама
1. - 9:27
2. (заједно са ДЈ Шах и Крис Џонс) - 5:36
3. (заједно са ) - 8:04
4. - 7:29
5. (заједно са ) - 7:16
6. (заједно са ) - 6:01
7. (заједно са ) - 6:59
8. (заједно са ) - 7:11
9. (заједно са ) - 7:17
10. (заједно са ) - 6:26
11. - 7:07

## Референтна
1. ↑  365mag review